# یون یونگ-سان
یون یونگ-سان (انگلیسی: Yun Young-sun؛ زادهٔ ۴ اکتبر ۱۹۸۸) بازیکن فوتبال اهل کره جنوبی است.
از باشگاه‌هایی که در آن بازی کرده‌است می‌توان به باشگاه فوتبال سئونگنام اشاره کرد.